# Temporada de furacões no oceano Atlântico de 1979
A temporada de furacões no Atlântico de 1979 foi um evento no ciclo anual de formação de ciclones tropicais. A temporada começou em 1 de junho e terminou em 30 de novembro de 1979. Estas datas delimitam convencionalmente o período de cada ano quando a maioria dos ciclones tropicais tende a se formar na bacia do Atlântico.
A atividade da temporada de furacões no Atlântico de 1979 ficou pouco abaixo da média, com um total de 9 tempestades dotadas de nome e cinco furacões, sendo que dois destes atingiram a intensidade igual ou superior a um furacão de categoria 3 na escala de furacões de Saffir-Simpson.
Em meados de junho, a depressão tropical Um trouxe chuvas torrenciais para a Jamaica, causando mais de 27 milhões de dólares em danos. Em julho, o furacão Bob atingiu a costa da Luisiana, Estados Unidos, causando mais de 20 milhões de dólares em prejuízos. O furacão Bob foi o primeiro ciclone tropical a receber um nome masculino na história após a reforma no sistema de nomenclatura de sistemas tropicais no Atlântico. Em meados de julho, a tempestade tropical Cludette afetou boa parte do Caribe como uma depressão tropical e atingiu a costa do Texas, causando mais de 400 milhões de dólares em danos.
O furacão David foi o furacão mais intenso e devastador da temporada. David afetou boa parte do Caribe como um intenso furacão, atingindo a República Dominicana como um furacão de categoria 5, onde causou mais de 2.000 fatalidades naquele país e no Haiti. David também causou 56 fatalidades em Dominica e 12 nos Estados Unidos, causando mais de 1,5 bilhões de dólares em prejuízos. No início de setembro, a tempestade tropical Elena atingiu a costa do Texas, causando 10 milhões de dólares em danos e duas fatalidades. Dias mais tarde, o furacão Frederic afetou praticamente todo o Caribe e atingiu a costa do golfo dos Estados Unidos como um intenso furacão, causando 2,3 bilhões de dólares em prejuízos e 14 fatalidades.

## Nomes das tempestades
Os nomes abaixo foram usados para dar nomes às tempestades que se formaram no Atlântico Norte em 1979. Esta temporada marca a estreia da atual seis listas de nomes para sistemas tropicais no Atlântico, que contém nomes femininos e masculinos. Antes de 1979, apenas nomes femininos eram usados para dar nome a sistemas tropicais no Atlântico. No Atlântico, os nomes são de origem nas línguas inglesa, espanhola e francesa, já que a maior parte desses sistemas atingem países que usam esses idiomas.
| - Ana - Bob - Claudette - David - Elena - Frederic - Gloria | - Henri - Isabel (sem usar) - Juan (sem usar) - Kate (sem usar) - Larry (sem usar) - Mindy (sem usar) - Nicholas (sem usar) | - Odette (sem usar) - Peter (sem usar) - Rose (sem usar) - Sam (sem usar) - Teresa (sem usar) - Victor (sem usar) - Wanda (sem usar) |

Devido aos impactos causados pelos furacões David e Frederic, seus nomes foram retirados e substituídos por Danny e Fabian, que juntamente ao restante da lista, foram usados na temporada de 1985.